# Viễn thông tại Cộng hòa Dân chủ Nhân dân Triều Tiên
Truyền thông Cộng hòa Dân chủ Nhân dân Triều Tiên nói về các dịch vụ truyền thông ở Cộng hòa Dân chủ Nhân dân Triều Tiên (còn gọi là Triều Tiên hoặc Bắc Triều Tiên).

## Điện thoại

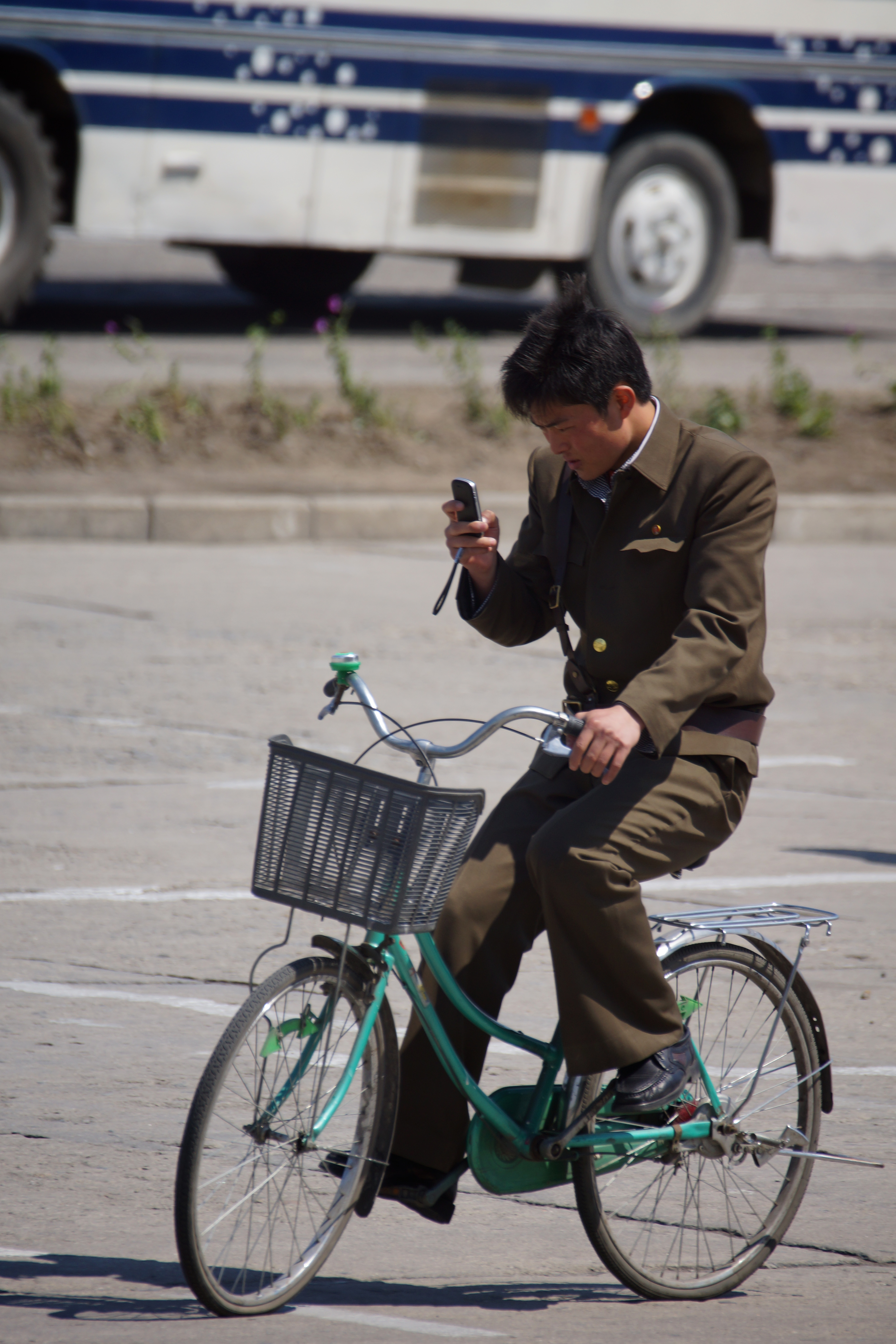
Người đi xe đạp dùng điện thoại di động tại Hàm Hưng

Triều Tiên có một mạng điện thoại đầy đủ, với 1,18 triệu kết nối vào năm 2008.
Năm 1970 Hệ thống chuyển mạch tự động đã được đưa vào sử dụng tại Bình Nhưỡng, Sinŭiju, Hàm Hưng và Hyesan. Một vài bốt điện thoại công cộng cũng đã xuất hiện ở Bình Nhưỡng vào khoảng 1990. Trong giữa thập niên 1990, automa-1990s, một hệ thống trao đổi tự động dựa trên hệ thống E-10A được sản xuất bởi nhà máy liên doanh Alcatel ở Trung Quốc đã được lắp đặt tại Bình Nhưỡng. Năm 1997 Triều Tiên loan báo Hệ thống chuyển mạch tự động đã thay thế hoàn toàn cho Hệ thống chuyển mạch thủ công tại Bình Nhưỡng và 70 địa phương khác. Vào năm 2000, Triều Tiên thông báo rằng cáp quang đã được mở rộng đến cảng Nampo và tỉnh Pyongan Bắc cũng đã được kết nối bằng cáp quang.

### Điện thoại di động

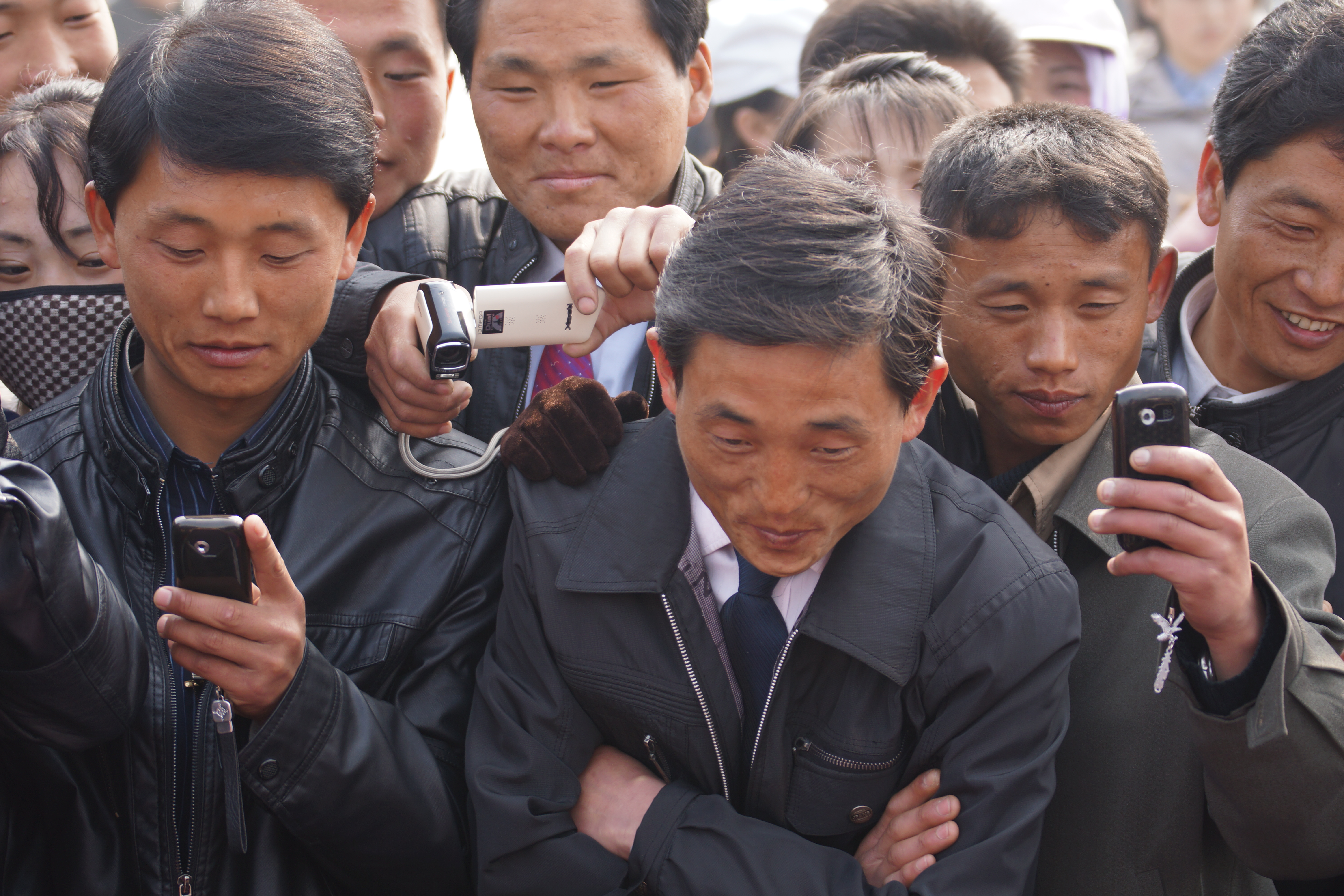
Người dân Triều Tiên với điện thoại di động, Tháng 4/2012

Trong tháng 11 năm 2002, điện thoại di động đã được giới thiệu với Triều Tiên và vào tháng 11/2003, 20.000 người Triều Tiên đã mua điện thoại di động. Tuy nhiên vào 24/5/2004, điện thoại di động đã bị cấm.
Tháng 12/2008, một dịch vụ di động mới đã được giới thiệu tại Bình Nhưỡng, được điều hành bởi công ty Orascom đến từ Ai Cập, với các kế hoạch để mở rộng phạm vi phủ sóng ra cả nước. Tên chính thức của dịch vụ điện thoại di động 3G ở Triều tiên được gọi là Koryolink, là một liên doanh giữa Orascom và Công ty Bưu chính Viễn thông nhà nước (Korea Post and Telecommunications Corporation (KPTC)). 
Hiện đã có một nhu cầu lớn cho các dịch vụ kể từ khi nó được tung ra.
Tới tháng 5/2010, hơn 120,000 người dân Triều Tiên đã sở hữu điện thoại di động; con số này đã tăng lên 301,000 vào tháng 9/2010, 660,000 vào tháng 8/2011, và 900,000 vào tháng 12/2011. Orascom đã thông báo có 432,000 khách hàng đăng ký sử dụng sau 2 năm hoạt động (12/2010), và tăng dần lên 809,000 vào tháng 9/2011, vượt một triệu vào tháng 2/2012. Tới tháng 4/2013 số khách hàng đăng ký là gần hai triệu.
Tính đến tháng 5 năm 2011, 60% công dân của Bình Nhưỡng trong độ tuổi từ 20 tới 50 có điện thoại di động.
Ngày 15/6/2011, StatCounter.com xác nhận ở Triều Tiên cũng có người sử dụng iPhone của Apple, cũng như một vài mẫu smartphone của Nokia và Samsung.
Tính đến tháng 11/2011, mạng 3G đã phủ sóng 94% dân số, nhưng chỉ phủ sóng 14% lãnh thổ. Những sự hạn chế trước đây bao gồm một lệnh cấm điện thoại di động trong giai đoạn 2004–2008.
Koryolink không có các hợp đồng chuyển vùng quốc tế. Khách du lịch đến Triều Tiên có thể mua thẻ SIM trả trước để thực hiện các cuộc gọi quốc tế (nhưng không thể gọi trong nước). Trước tháng 1/2013, người nước ngoài thường phải giao lại điện thoại của họ ở biên giới hoặc sân bay trước khi nhập cảnh, nhưng với sự sẵn có của thẻ SIM địa phương chính sách này đã bị loại bỏ. Chỉ những người nước ngoài đang cư trú ở đây mới được truy cập Internet.

### Kết nối Quốc tế
Kết nối Quốc tế cố định bao gồm một mạng lưới kết nối Bình Nhưỡng đến Bắc Kinh và Moskva, và từ Chongjin đến Vladivostok. Kết nối được mở tới Hàn Quốc vào năm 2000. Vào tháng 5 năm 2006 công ty TransTeleCom và Bộ Truyền thông Bắc Triều Tiên đã ký một thỏa thuận cho việc xây dựng và hoạt động chung của một đường truyền cáp quang trong phần của tuyến đường sắt trạm kiểm soát Khasan–Tumangang ở biên giới Triều Tiên-Nga. Đây là kết nối trực tiếp đầu tiên giữa Nga và CHDCND Triều Tiên. TransTeleCom đã cho xây phần liên kết với Triều Tiên trước.
Từ khi gia nhập Intersputnik năm 1984, Triều Tiên đã điều hành 22 dòng ghép kênh phân chia tần số (FDM) và 10 đơn kênh trên cáp mang để kết nối với Đông Âu. vào cuối năm 1989 dịch vụ quay số trực tiếp quốc tế đã được thục hiện từ Hồng Kông. Một trạm vệ tinh mặt đất gần Bình Nhưỡng cung cấp thông tin liên lạc quốc tế trực tiếp bằng cách sử dung một vệ tinh của International Telecommunications Satellite Corporation (Intelsat). Một trung tâm thông tin liên lạc vệ tinh được lắp đặt tại Bình Nhưỡng vào năm 1986 với sự hỗ trợ kỹ thuật của Pháp. Một thỏa thuận chia sẻ các vệ tinh viễn thông của Nhật Bản đã đạt được trong năm 1990. Triều Tiên gia nhập Universal Postal Union năm 1974 nhưng có thỏa thuận bưu chính trực tiếp với chỉ một nhóm các quốc gia.

## Kết nối cáp quang
Sau thỏa thuận với UNDP, Nhà máy cáp quang Bình Nhưỡng (Pyongyang Fiber Optic Cable Factory) được xây dựng tháng 4/1992 và mạng cáp quang đầu tiên của đất nước 480 dòng Pulse Code Modulation (PCM) và 6 trạm chuyển đổi tự động từ Pyongyang đến Hamhung (300 kilomet) được lắp đặt vào tháng 9/1995.. Ngoài ra, việc san lấp mặt bằng và quy hoạch chiến dịch toàn quốc bắt đầu bởi Kim Jong Il tại tỉnh Gangwon tháng 5/1998 và tỉnh North Pyongan Bắc trong tháng 1/2000 tạo thuận lợi cho việc xây dựng các đường dây cáp quang của các tỉnh và huyện, được thực hiện bởi hàng chục ngàn lính công binh của KPA và các lữ đoàn động viên của các tỉnh huy động cho các dự án công trình công cộng có quy mô lớn được thiết kế để phục hồi hàng trăm ngàn ha đất canh tác bị tàn phá bởi những thảm họa tự nhiên vào cuối năm 1990.

## Truyền hình
Truyền hình ở Triều Tiên được nhà nước quản lý quản lý chặt chẽ và được dùng như công cụ tuyên truyền cho Đảng Lao động Triều Tiên. Đài Truyền hình Trung ương Triều Tiên, ournation-school TV (truyền hình giáo dục) đều có trụ sở ở thủ đô Bình Nhưỡng, và đài cũng có các trạm phát tại các thành phố lớn, bao gồm Chŏngjin, Kaesŏng, Hamhŭng, Haeju, và Sinŭiju, chỉ riêng DPRK Today TV, uriminzokkiri TV có trụ sở tại Trung Quốc nhưng có các trạm phát sóng tại thủ đô Bình Nhưỡng, do chính phủ Triều Tiên bảo hộ và tài trợ. Có ba kênh ở Bình Nhưỡng nhưng chỉ có một kênh ở các thành phố khác. TV màu được sản xuất ở Nhật Bản được Triều Tiên nhập về và sau đó dán đè nhãn hiệu mới lên trên, nhưng TV đen trắng 19 inch đã được sản xuất trong nước từ những năm 1980. Ước tính tổng số TV được sử dụng trong những năm đầu thập niên 1990 là khoảng 250.000 chiếc.

## Radio
Khách du lịch không được phép mang theo radio. Là một phần của chính sách phong tỏa thông tin của chính phủ, radio và TV ở Triều Tiên phải được sửa đổi để chỉ có thể bắt được các trạm phát của chính quyền. Những radio và TV sửa đổi phải được đăng ký tại bộ phận nhà nước đặc biệt. Chúng cũng phải chịu sự kiểm tra ngẫu nhiên. Loại bỏ các con dấu chính thức là phạm pháp và sẽ bị trừng phạt. Để mua bộ TV hoặc radio, công dân Triều Tiên được yêu cầu để có được sự cho phép đặc biệt từ các quan chức tại những nơi họ cư trú hoặc làm việc.
Triều Tiên có những kênh phát thanh như AM radio, Pyongyang Broadcasting Station (Radio Pyongyang), Đài Tiếng nói Triều Tiên, Korean Central Broadcasting Station, và một kênh FM, Pyongyang FM Broadcasting Station. Tất cả ba mạng đều có trạm phát ở các thành phố lớn va cung cấp chương trình địa phương. Ngoài ra còn có một máy phát sóng ngắn mạnh cho các chương trình phát sóng ở nước ngoài trong một số ngôn ngữ.
Kênh sóng chính phủ chính thức là Đài phát thanh truyền hình Trung ương Triều Tiên (KCBS). Trong năm 1997 có 3.360.000 bộ radio.

## Mạng quốc gia
Kwangmyong là một mạng nội bộ quốc gia của Triều Tiên được mở cửa từ năm 2000. Nó có thể được truy cập từ các thành phố lớn, các quận huyện, cũng như các trường đại học và các tổ chức công nghiệp và thương mại lớn. Kwangmyong có 24 giờ truy cập không giới hạn bởi đường dây điện thoại dial-up.

## Internet
Kết nối Internet Quốc tế thông qua cáp quang kết nối Bình Nhưỡng với Đan Đông, Trung Quốc thông qua Sinuiju.
Internet café đầu tiên của Triều Tiên mở của năm 2002 như là một liên doanh với công ty Internet Hàn Quốc Hoonnet. Nó được kết nối thông qua một đường truyền tới Trung Quốc. Du khách nước ngoài có thể liên kết các máy tính của họ với Internet thông qua đường dây điện thoại quốc tế có sẵn trong một vài khách sạn ở Pyongyang. Năm 2005 một quán Internet café mới đã mở của ở Pyongyang, không được kết nối qua Trung Quốc mà thông qua kết nối với một vệ tinh của Hàn Quốc. Năm 2003 một liên doanh được gọi là KCC Europe giữa doanh nhân Jan Holterman ở Berlin và chính phủ CHDCND Triều tiên đã mang Internet thương mại tới Triều Tiên. Kết nối được thành lập thông qua liên kết vệ tinh từ Triều tiên đến máy chủ đặt tại Đức. Liên kết này đã kết thúc sự cần thiết để quay số ISP ở Trung Quốc.
Kể từ tháng 2 năm 2013, người nước ngoài đã có thể truy cập Internet bằng cách sử dụng mạng điện thoại 3G.
KCC Europe quản lý tên miền quốc gia (ccTLD) .kp từ Berlin.